# Hanna Sorokina
Hanna Walerijiwna Sorokina (ukrainisch Ганна Валеріївна Сорокіна, * 31. März 1976 in Saporischschja) ist eine ehemalige ukrainische Wasserspringerin. Sie sprang im Kunstspringen vom 1-m- und 3-m-Brett und zusammen mit Olena Schupina im 3-m-Synchronspringen. Sorokina nahm an drei Olympischen Spielen teil und gewann eine Bronzemedaille, zudem wurde sie einmal Europameisterin.
Sorokina gewann bei der Europameisterschaft 1999 in Istanbul mit Schupina Gold im 3-m-Synchronspringen. 2000 in Helsinki errangen sie im gleichen Wettbewerb Bronze. Bei den Olympischen Spielen im gleichen Jahr erreichte das Duo mit Bronze seinen größten sportlichen Erfolg. Sorokina erreichte außerdem im Einzel vom 3-m-Brett das Finale und wurde Elfte. Mit Schupina wurde sie im 3-m-Synchronspringen bei der Weltmeisterschaft 2001 in Fukuoka Vierte, es war Sorokinas beste Platzierung bei einer Weltmeisterschaft. Sie nahm auch an den Olympischen Spielen 2004 in Athen im 3-m-Kunstspringen teil, verpasste als 16. des Halbfinals jedoch das Finale. Nach den Spielen beendete Sorokina ihre aktive Karriere.